# Melker Hallberg
Melker Hallberg, né le 20 octobre 1995 à Ljungbyholm en Suède, est un footballeur international suédois. Il évolue au poste de milieu relayeur avec le club du Kalmar FF.

## Biographie

### En club
Melker Hallberg joue en Suède, en Italie, et en Norvège.
Il participe aux tours préliminaires de la Ligue Europa avec l'équipe du Kalmar FF.
Le 23 août 2019, Melker Hallberg s'engage en faveur du Hibernian FC pour un contrat de trois ans.
Le 28 janvier 2022, Melker Hallberg s'engage en faveur du St Johnstone FC pour un contrat courant jusqu'en mai 2023.
Libre de tout contrat à l'été 2023 après son départ du St Johnstone FC, Melker Hallberg rejoint le club de ses débuts, le Kalmar FF. Le transfert est annoncé le 11 août 2023.

### En équipe nationale
Avec les espoirs, il participe au championnat d'Europe espoirs en 2017. Lors de cette compétition, il joue trois matchs : contre l'Angleterre, la Pologne, et la Slovaquie.
Il reçoit sa première sélection en équipe de Suède le 6 janvier 2016, en amical contre l'Estonie (match nul 1-1 à Abou Dabi). Il marque son premier but quatre jours plus tard, contre la Finlande, pour une victoire sur le score de 3-0. Toutefois, ces deux sélections ne sont pas reconnues par la FIFA.

## Palmarès
- Hibernian FC
  - Finaliste de la Coupe d'Écosse en 2021